# Carbon Motors Corporation
Carbon Motors foi uma marca de automóveis americana, no qual foi criada única e exclusivamente para atender a frota policial americana. O E7, único modelo da marca, começou a ser produzido em 2012, com o objetivo substituir a atual frota americana, que contava com os Ford Crown Victoria, Dodge Charger e Chevrolet Impala. 
A maior particularidade no E7 é a sua economia de combustível, se tratando de um carro americano, segundo a Carbon, a economia chega a 12,75 km/l num ciclo misto.